# Wave (álbum de Antônio Carlos Jobim)
Wave é o quinto álbum de estúdio do músico brasileiro Antônio Carlos Jobim no estilo de bossa nova lançado em 1967 pela A&M Records. Gravado nos Estados Unidos com músicos daquele país, obteve a 114ª posição no ranking da Billboard 200, e ficou na quinta colocação entre os álbuns de jazz.
Wave inclui a participação de alguns jazzistas de elite, como os trombonistas Urbie Green e Jimmy Cleveland, o flautista Jerome Richardson e o baixista Ron Carter.
A capa do disco exibe uma girafa caminhando na savana africana e foi registrada por Pete Turner em 1964, durante uma visita ao Parque Nacional de Amboseli; a intenção original não era fotografá-la, mas ela entrou no enquadramento e Pete acabou registrando o animal. As cores púrpura e vermelha presentes na capa já constavam na fotografia original, mas foram tornadas mais vívidas por Pete no laboratório.

## Crítica
| Críticas profissionais | Críticas profissionais |
| Avaliações da crítica  | Avaliações da crítica  |
| Fonte                  | Avaliação              |
| ---------------------- | ---------------------- |
| allmusic               | [ 5 ]                  |

Em 2007 a revista Rolling Stone Brasil colocou Wave na 92ª colocação entre "Os 100 Maiores Discos da Música Brasileira". e a revista Guitar Player o incluiu na sua lista The 40 Greatest Guitar Albums Of 1967.

## Faixas
Todas as canções compostas por Antônio Carlos Jobim, exceto na faixa número 8, composta em parceria com Vinicius de Moraes em 1956 para a peça Orfeu da Conceição, com o nome "Lamento no Morro".
A faixa número 10 foi composta em homenagem ao cunhado de Tom Jobim, Paulo Bacardi.
| A&M Records 393 002-2 |                   |                    |         |  |
| N.º                   | Título            | Letras             | Duração |  |
| 1.                    | "Waves"           |                    | 2:51    |  |
| 2.                    | "The Red Blouse"  |                    | 5:03    |  |
| 3.                    | "Look to the Sky" |                    | 2:17    |  |
| 4.                    | "Batidinha"       |                    | 3:13    |  |
| 5.                    | "Triste"          |                    | 2:04    |  |
| 6.                    | "Mojave"          |                    | 2:21    |  |
| 7.                    | "Diálogo"         |                    | 2:50    |  |
| 8.                    | "Lamento"         | Vinicius de Moraes | 2:42    |  |
| 9.                    | "Antígua"         |                    | 3:07    |  |
| 10.                   | "Captain Bacardi" |                    | 4:29    |  |
| Duração total:        | Duração total:    | Duração total:     | 30:57   |  |

## Créditos
| - Antonio Carlos Jobim — piano, violão e cravo - Ron Carter — baixo - Dom Um Romão — bateria - Bobby Rosengarden — bateria - Claudio Slon — bateria - Joseph Singer — trompa - Ray Beckenstein — flauta e flautim - Romeo Penque — flauta e flautim - Jerome Richardson — flauta e flautim - Urbie Green — trombone - Jimmy Cleveland - trombone |  | - Claus Ogerman — condução - Bernard Eichen — violino - Lewis Eley — violino - Paul Gershman — violino - Emanuel Green — violino - Louis Haber — violino - Julius Held — violino - Leo Kruczek — violino - Harry Lookofsky — violino - Joseph Malignaggi — violino - Gene Orloff — violino |  | - Raoul Poliakin — violino - Irving Spice — violino - Louis Stone — violino - Abe Kessler — violoncelo - Charles McCracken — violoncelo - George Ricci — violoncelo - Harvey Shapiro — violoncelo - Pete Turner — foto da capa - Sam Antupit — design gráfico - John Snyder — produção digital |  |

## Desempenho nas paradas
| Paradas (1967-68)                | Melhor posição |
| -------------------------------- | -------------- |
| Estados Unidos (Billboard 200)   | 114            |
| Estados Unidos (Top Jazz Albums) | 5              |